# Női 3 méteres műugrás a 2015-ös mű- és toronyugró-Európa-bajnokságon
A 2015-ös mű- és toronyugró-Európa-bajnokságon a női 3 méteres műugrás versenyszámát június 14-én rendezték meg a Neptun Swimming Poolban.
Az olasz versenyző, Tania Cagnotto 350,20 pontos ugrásával nemcsak hogy elsőként végzett a döntőben, de egyben kvótát is szerzett a 2016-os riói olimpiára. Mögötte az orosz Krisztina Ilinih végzett a második helyen, míg a bronzérmet a német Tina Punzel szerezte meg. Gondos Flóra, a Rugóláb Lendület Sportegyesület (RLSE) 23 éves versenyzője az Eb befejező napi selejtezőjében bemutatott öt ugrására 217,90 pontot kapott, és ezzel – két riválisát megelőzve – a 18. helyen végzett.

## Versenynaptár
Az időpontok helyi idő szerint olvashatóak (GMT +01:00).
| Dátum                      | Időpont | Forduló   |
| -------------------------- | ------- | --------- |
| 2015. június 14., vasárnap | 11:30   | Selejtező |
| 2015. június 14., vasárnap | 16:00   | Döntő     |

## Eredmény
| #  | Versenyző              | Ország                   | Selejtező | Selejtező | Döntő  | Döntő   |
| #  | Versenyző              | Ország                   | Pontok    | Rangsor   | Pontok | Rangsor |
| -- | ---------------------- | ------------------------ | --------- | --------- | ------ | ------- |
|    | Tania Cagnotto         | Olaszország (ITA)        | 300,15    | 1         | 350,20 | 1       |
|    | Krisztina Ilinih       | Oroszország (RUS)        | 290,30    | 3         | 334,15 | 2       |
|    | Tina Punzel            | Németország (GER)        | 285,60    | 6         | 330,90 | 3       |
| 4  | Francesca Dallapè      | Olaszország (ITA)        | 264,25    | 9         | 323,15 | 4       |
| 5  | Uschi Freitag          | Hollandia (NED)          | 289,95    | 4         | 304,95 | 5       |
| 6  | Nagyezsda Bazsina      | Oroszország (RUS)        | 256,50    | 11        | 298,55 | 6       |
| 7  | Inge Jansen            | Hollandia (NED)          | 287,10    | 5         | 291,30 | 7       |
| 8  | Anasztaszija Negyobiga | Ukrajna (UKR)            | 267,70    | 8         | 277,95 | 8       |
| 9  | Alicia Blagg           | Egyesült Királyság (GBR) | 254,75    | 12        | 275,50 | 9       |
| 10 | Hanna Piszmenszka      | Ukrajna (UKR)            | 269,85    | 7         | 271,30 | 10      |
| 11 | Grace Reid             | Egyesült Királyság (GBR) | 290,70    | 2         | 264,30 | 11      |
| 12 | Jessica Favre          | Svájc (SUI)              | 258,00    | 10        | 239,60 | 12      |
|    |                        |                          |           |           |        |         |
| 13 | Nora Subschinski       | Németország (GER)        | 246,45    | 13        |        |         |
| 14 | Rocio Velazquez Roldan | Spanyolország (ESP)      | 239,90    | 14        |        |         |
| 15 | Daniella Nero          | Svédország (SWE)         | 229,30    | 15        |        |         |
| 16 | Taina Karvonen         | Finnország (FIN)         | 224,50    | 16        |        |         |
| 17 | Anca Șerb              | Románia (ROU)            | 224,20    | 17        |        |         |
| 18 | Gondos Flóra           | Magyarország (HUN)       | 217,90    | 18        |        |         |
| 19 | Clara Della Vedova     | Franciaország (FRA)      | 211,85    | 19        |        |         |
| 20 | Eleni Katsouli         | Görögország (GRE)        | 202,65    | 20        |        |         |